# Reconhecimento ótico de caracteres
OCR é um acrónimo para o inglês Optical Character Recognition, é uma tecnologia para reconhecer caracteres a partir de um arquivo de imagem ou mapa de bits sejam eles escaneados, escritos a mão, datilografados ou impressos. Dessa forma, através do OCR é possível obter um arquivo de texto editável por um computador.
Combinado com outras tecnologias, como a inteligência artificial, empresas de diversos segmentos têm aplicado o OCR para automatizar processos de cadastro, onboarding e formalização, extraindo informações de documentos de identificação pessoal, contratos e comprovantes de residência.

## História
Em 1950 David Shepard e Louis Tordella começaram a pesquisa do procedimento para automação de dados da então Agência de Segurança das Forças Armadas (AFSA) dos Estados Unidos, que dois anos depois se tornaria a Agência de Segurança Nacional (NSA). Com a ajuda de Harvey Cook eles construíram o "Gismo", o primeiro software de OCR. Shepard então fundou a Intelligent Machines Research Corporation (IMR) que fez os primeiros softwares OCR comerciais.
Em 1953 a IBM obteve uma licença da IMR e desenvolveu um software próprio classificando-o como Optical Character Recognition, tornando o termo OCR um padrão na indústria para essa tecnologia.

## Programas gratuitos de OCR
| Nome                                       | Licença                       | Sistema Op.              | Notas | Última versão                                                  |
| ------------------------------------------ | ----------------------------- | ------------------------ | --- | -------------------------------------------------------------- |
| Google Drive                               | Freeware                      | Acesso Web               | Software de acesso Web que traz todas as funcionalidades do OCR e converte em vários formatos após conversão.                                                                                                |                                                                |
| GOCR                                       | GPL                           | Linux, Windows, OS/2     | Também conhecido por JOCR. É utilizado por linha de comando, ou seja, sem interface gráfica. | 0.50, 05 de março de 2013, ainda não atualizado no SourceForge |
| HOCR                                       | GPL                           | Linux                    | OCR Hebraico |                                                                |
| SimpleOCR                                  | Freeware                      | Windows                  | Programa OCR para scan de textos de imagens. Vem também em formato ActiveX DLL para melhor interoperabilidade entre componentes COM e afins.                                                                 | 3.5, 2008                                                      |
| TopOCR                                     | Freeware                      | Windows                  | Programa OCR para scan de textos de imagens. Possui reconhecimento de texto em português, boa qualidade das ferramentas de edição para configuração da leitura do texto.                                     | 3.1                                                            |
| OCR Terminal                               | Freeware e versões comerciais | Windows, Mac OS X, Linux | Serviço de OCR baseado na Web. |                                                                |
| FreeOCR                                    | Licença Apache 2.0            | Windows                  | Utiliza o motor do Tesseract, suporta PDF e os formatos mais comuns de imagem, a partir da versão 4.2 suporta reconhecimento em português.                                                                   | 4.2, Agosto de 2012                                            |
| Tesseract                                  | Licença Apache 2.0            | Windows, Mac OS X, Linux | Motor que permite o reconhecimento de textos em imagens, suportando diferentes linguas. | 3.05.01                                                        |
| ScanTexter                                 | Freeware                      | Mac OS X                 | Utiliza a tecnologia OCR para extrair texto do ecrã e traduzi-lo automaticamente. | 1.7.51                                                         |
| Online OCR                                 | GPL                           | Acesso Web               | O conversor de imagem em texto permite extrair texto de imagem ou converter PDF para Doc, Excel ou formato de texto online usando software de reconhecimento óptico de caracteres                            |                                                                |
| Convert Image and PDF to Text - Online OCR | Freeware                      | Acesso Web               | Serviço de OCR gratuito com vários idiomas disponíveis, não requer registro e os uploads são ilimitados. O serviço também oferece uma ferramenta de Inteligência Artificial (AI) para a correção dos textos. |                                                                |
| NewOCR                                     | Freeware                      | Acesso Web               | O serviço OCR online gratuito oferece uploads ilimitados de arquivos e não requer registro. |                                                                |

Também é possível submeter arquivos em conversores on-line como o disponível no sítio do Google Drive e no sítio do Free OCR (não confundir com o FreeOCR listado acima).

## Fornecedores de OCR
- Adobe Acrobat (Windows, Mac OS)
- BIT-Alpha (Windows)
- ABBYY FineReader(Unix, Windows, Mac OS)
- ExactScan Pro(Mac OS)
- OCRKit(Mac OS)
- Readiris (Unix, Windows, Mac OS)
- Nuance Omnipage (Windows)
- Nicomsoft OCR (Windows, Unix)